# Linia Pierwomajskaja Nowosybirskiego Metra
Linia Pierwomajskaja Nowosybirskiego Metra (ros: Первомайская линия) – planowana czwarta linia systemu metra w Nowosybirsku. Termin jej budowy nie jest jeszcze znany.

## Plany
Sowieckie plany rozwoju Nowosybirskiego Metra nakreślone w latach osiemdziesiątych XX wieku i zakładały one, że po sfinalizowaniu konstrukcji trzech głównych linii metra (Leninskajej, Dzierżyńskajej i Kirowskajej), następną w kolejności będzie Pierwomajskaja. Jej długość miała wynosić 21,1 kilometrów i liczyć 12 stacji przystankowych. Plany zakładają umożliwienie połączenia, a co za tym idzie swobodnego przepływu pasażerów, z dwoma stacjami dwóch obecnie istniejących linii. Z linią Leninskają wspólną stacją byłaby Oktiabr´skaja, a z Dzierżyńskają miała to by być Bieriezowaja Roszcza. Plany zakładają też stworzenie zajezdni, która obsługiwałaby linię. 
Termin rozpoczęcia budowy tej linii nie jest jeszcze znany Władze Nowosybirska skupiają się na sfinalizowaniu budowy Linii Dzierżyńskajej. Po zakończeniu tej inwestycji ma się rozpocząć budowa Linii Kirowskajej lub właśnie Linii Pierwomajskajej. Jeśli Pierwomajskaja zostanie wybrana jako odcinek priorytetowy to zakończenie budowy przewidywany jest na okres po 2030 roku. Jeśli wybór padnie na Kirowskają, wtedy budowa linii numer cztery zostanie opóźnione o kilka dekad.